# Nouvelle-Zélande aux Jeux olympiques d'été de 2024
La Nouvelle-Zélande participe aux Jeux olympiques de 2024 à Paris. Il s'agit de sa 27e participation à des Jeux olympiques d'été.
Le coureur cycliste Aaron Gate et la skippeuse Jo Aleh sont nommés porte-drapeaux de la délégation néo-zélandaise ; Nigel Avery (en), ancien haltérophile, est le chef de mission.

## Nombre d’athlètes qualifiés par sport
Voici la liste des qualifiés et sélectionnés néo-zélandais par sport (remplaçants compris) :
| Sport                                                                  | Hommes | Femmes | Total |
| ---------------------------------------------------------------------- | ------ | ------ | ----- |
| Athlétisme                                                             | 8      | 9      | 17    |
| Aviron                                                                 | 9      | 11     | 20    |
| Canoë-kayak                                                            | 5      | 7      | 12    |
| Cyclisme                                                               | 9      | 11     | 20    |
| Équitation                                                             | 2      | 2      | 4     |
| Escalade                                                               | 1      | 1      | 2     |
| Football                                                               | 18     | 18     | 36    |
| Golf                                                                   | 2      | 1      | 3     |
| Gymnastique                                                            | 1      | 2      | 3     |
| Haltérophilie                                                          | 1      | 0      | 1     |
| Hockey sur gazon                                                       | 16     | 0      | 16    |
| Judo                                                                   | 0      | 2      | 2     |
| Lutte                                                                  | 0      | 1      | 1     |
| Sports aquatiques • Natation sportive • Plongeon • Natation artistique | 4 0 0  | 5 1 2  | 9 1 2 |
| Rugby à sept                                                           | 12     | 12     | 24    |
| Surf                                                                   | 1      | 1      | 2     |
| Tennis                                                                 | 0      | 2      | 2     |
| Tir                                                                    | 1      | 1      | 2     |
| Triathlon                                                              | 2      | 2      | 4     |
| Voile                                                                  | 6      | 6      | 12    |
| Total                                                                  | 98     | 97     | 195   |

## Bilan général
| Sport        | Médaille d'or, Jeux olympiques | Médaille d'argent, Jeux olympiques | Médaille de bronze, Jeux olympiques | Total | Rang pays |
| ------------ | ------------------------------ | ---------------------------------- | ----------------------------------- | ----- | --------- |
| Athlétisme   | 1                              | 1                                  | 0                                   | 2     |           |
| Aviron       | 1                              | 2                                  | 1                                   | 4     |           |
| Canoë-kayak  | 4                              | 0                                  | 0                                   | 4     |           |
| Cyclisme     | 2                              | 2                                  | 1                                   | 5     |           |
| Golf         | 1                              | 0                                  | 0                                   | 1     |           |
| Rugby à sept | 1                              | 0                                  | 0                                   | 1     |           |
| Triathlon    | 0                              | 1                                  | 0                                   | 1     |           |
| Voile        | 0                              | 1                                  | 1                                   | 2     |           |
| Total        | 10                             | 7                                  | 3                                   | 20    |           |

| Jour       | Médaille d'or, Jeux olympiques | Médaille d'argent, Jeux olympiques | Médaille de bronze, Jeux olympiques | Total |
| ---------- | ------------------------------ | ---------------------------------- | ----------------------------------- | ----- |
| 26 juillet | 0                              | 0                                  | 0                                   | 0     |
| 27 juillet | 0                              | 0                                  | 0                                   | 0     |
| 28 juillet | 0                              | 0                                  | 0                                   | 0     |
| 29 juillet | 0                              | 0                                  | 0                                   | 0     |
| 30 juillet | 1                              | 0                                  | 0                                   | 1     |
| 31 juillet | 0                              | 1                                  | 0                                   | 1     |
| 1er août   | 1                              | 1                                  | 1                                   | 3     |
| 2 août     | 0                              | 1                                  | 0                                   | 1     |
| 3 août     | 0                              | 1                                  | 0                                   | 1     |
| 4 août     | 0                              | 0                                  | 0                                   | 0     |
| 5 août     | 1                              | 1                                  | 0                                   | 2     |
| 6 août     | 0                              | 0                                  | 0                                   | 0     |
| 7 août     | 0                              | 1                                  | 0                                   | 1     |
| 8 août     | 2                              | 0                                  | 1                                   | 3     |
| 9 août     | 1                              | 1                                  | 0                                   | 2     |
| 10 août    | 3                              | 0                                  | 0                                   | 3     |
| 11 août    | 1                              | 0                                  | 1                                   | 2     |
| Total      | 10                             | 7                                  | 3                                   | 20    |

| Sexe   | Médaille d'or, Jeux olympiques | Médaille d'argent, Jeux olympiques | Médaille de bronze, Jeux olympiques | Total |
| ------ | ------------------------------ | ---------------------------------- | ----------------------------------- | ----- |
| Hommes | 2                              | 3                                  | 0                                   | 5     |
| Femmes | 8                              | 4                                  | 2                                   | 14    |
| Mixte  | 0                              | 0                                  | 1                                   | 1     |
| Total  | 10                             | 7                                  | 3                                   | 20    |

## Médaillés
Légende
- Hommes
- Femmes
- Mixte

### Médailles d'or
| Sport              | Discipline / Épreuve | Discipline / Épreuve  | Athlète(s) | Performance                | Date       |
| ------------------ | -------------------- | --------------------- | --- | -------------------------- | ---------- |
| Rugby à sept       | Tournoi              | Compétition féminine  | Michaela Blyde Jazmin Felix-Hotham Sarah Hirini Tyla King Jorja Miller Manaia Nuku Mahina Paul Risaleeana Pouri-Lane Alena Saili Theresa Setefano Stacey Waaka Portia Woodman-Wickliffe | 19 - 12 contre Canada      | 30 juillet |
| Aviron             | Deux de couple       | Compétition féminine  | Brooke Francis Lucy Spoors | 6 min 50 s 45              | 1er août   |
| Canoë-kayak        | Kayak cross (KX1)    | Compétition masculine | Finn Butcher | 1er                        | 5 août     |
| Canoë-kayak        | K4 500 m             | Compétition féminine  | Paulina Paszek Jule Hake Pauline Jagsch Sarah Brüßler | 1 min 32 s 20              | 8 août     |
| Canoë-kayak        | K2 500 m             | Compétition féminine  | Lisa Carrington Alicia Hoskin | 1 min 37 s 28              | 9 août     |
| Canoë-kayak        | K1 500 m             | Compétition féminine  | Lisa Carrington | 1 min 47 s 36              | 10 août    |
| Cyclisme sur piste | Keirin               | Compétition féminine  | Ellesse Andrews | 1er                        | 8 août     |
| Cyclisme sur piste | Vitesse individuelle | Compétition féminine  | Ellesse Andrews | 2 - 0 contre Lea Friedrich | 11 août    |
| Golf               | Tournoi              | Compétition féminine  | Lydia Ko | 279 points                 | 10 août    |
| Athlétisme         | Saut en hauteur      | Compétition masculine | Hamish Kerr | 2,36 m                     | 11 août    |

### Médailles d'argent
| Sport              | Discipline / Épreuve  | Discipline / Épreuve  | Athlète(s)                                                | Performance                                   | Date       |
| ------------------ | --------------------- | --------------------- | --------------------------------------------------------- | --------------------------------------------- | ---------- |
| Aviron             | Quatre sans barreur   | Compétition masculine | Matt Macdonald Oliver Maclean Tom Murray Logan Ullrich    | 5 min 49 s 03                                 | 1er août   |
| Aviron             | Skiff                 | Compétition féminine  | Emma Twigg                                                | 7 min 19 s 14                                 | 3 août     |
| Cyclisme sur piste | Vitesse par équipes   | Compétition féminine  | Rebecca Petch Shaane Fulton Ellesse Andrews               | 45 s 659 à 59,134 km/h contre Grande-Bretagne | 5 août     |
| Cyclisme sur piste | Poursuite par équipes | Compétition féminine  | Bryony Botha Emily Shearman Nicole Shields Ally Wollaston | 4 min 4 s 927 à 58,793 km/h contre États-Unis | 7 août     |
| Triathlon          | Épreuve individuelle  | Compétition masculine | Hayden Wilde                                              | 1 h 43 min 39 s                               | 31 juillet |
| Voile              | 49er                  | Compétition masculine | Isaac McHardie William McKenzie                           | 82 points                                     | 2 août     |
| Athlétisme         | Lancer du poids       | Compétition féminine  | Maddi Wesche                                              | 19,86 m                                       | 9 août     |

### Médailles de bronze
| Sport              | Discipline / Épreuve | Discipline / Épreuve                          | Athlète(s)                                              | Performance   | Date     |
| ------------------ | -------------------- | --------------------------------------------- | ------------------------------------------------------- | ------------- | -------- |
| Aviron             | Quatre sans barreur  | Compétition féminine                          | Jackie Gowler Davina Waddy Kerri Williams Phoebe Spoors | 6 min 29 s 08 | 1er août |
| Voile              | Nacra 17             | Compétition mixte (hommes et femmes mélangés) | Micah Wilkinson Erica Dawson                            | 63 points     | 8 août   |
| Cyclisme sur piste | Omnium               | Compétition féminine                          | Ally Wollaston                                          | 125 points    | 11 août  |

## Résultats

### Athlétisme

#### Hommes
| Athlète         | Épreuve         | Premier tour (ou tour préliminaire) | Premier tour (ou tour préliminaire) | Repêchage (ou premier tour) | Repêchage (ou premier tour) | Demi-finale | Demi-finale | Finale  | Finale  |
| Athlète         | Épreuve         | Temps                               | Rang                                | Temps                       | Rang                        | Temps       | Rang        | Temps   | Rang    |
| --------------- | --------------- | ----------------------------------- | ----------------------------------- | --------------------------- | --------------------------- | ----------- | ----------- | ------- | ------- |
| James Preston   | 800 m           | 1 min 48 s 50                       | 8e                                  | 1 min 50 s 53               | 6e                          | Éliminé     | Éliminé     | Éliminé | Éliminé |
| Sam Tanner      | 1 500 m         | 3 min 39 s 87                       | 13e                                 | 3 min 40 s 71               | 13e                         | Éliminé     | Éliminé     | Éliminé | Éliminé |
| Geordie Beamish | 3 000 m steeple | 8 min 25 s 86                       | 7e                                  | Non disputé                 | Non disputé                 | Non disputé | Non disputé | Éliminé | Éliminé |

| Athlète       | Épreuve          | Qualification | Qualification | Finale      | Finale                         |
| Athlète       | Épreuve          | Performance   | Rang          | Performance | Rang                           |
| ------------- | ---------------- | ------------- | ------------- | ----------- | ------------------------------ |
| Hamish Kerr   | Saut en hauteur  | 2,27 m        | 2e            | 2,36 m      | Médaille d'or, Jeux olympiques |
| Ethan Olivier | Triple saut      | 16,16 m       | 15e           | Éliminé     | Éliminé                        |
| Jacko Gill    | Lancer du poids  | 21,35 m       | 6e            | 21,15 m     | 6e                             |
| Tomas Walsh   | Lancer du poids  | 21,48 m       | 5e            | NM          | NM                             |
| Connor Bell   | Lancer du disque | 62,88 m       | 13e           | Éliminé     | Éliminé                        |

#### Femmes
| Athlète         | Épreuve  | Premier tour (ou tour préliminaire) | Premier tour (ou tour préliminaire) | Repêchage (ou premier tour) | Repêchage (ou premier tour) | Demi-finale     | Demi-finale | Finale          | Finale   |
| Athlète         | Épreuve  | Temps                               | Rang                                | Temps                       | Rang                        | Temps           | Rang        | Temps           | Rang     |
| --------------- | -------- | ----------------------------------- | ----------------------------------- | --------------------------- | --------------------------- | --------------- | ----------- | --------------- | -------- |
| Zoe Hobbs       | 100 m    | 11 s 08                             | 2e                                  | Exemptée                    | Exemptée                    | 11 s 13         | 7e          | Éliminée        | Éliminée |
| Maia Ramsden    | 1 500 m  | 4 min 2 s 83                        | 6e                                  | Non disputé                 | Non disputé                 | 4 min 2 s 20 RN | 8e          | Éliminée        | Éliminée |
| Camille Buscomb | Marathon | Non disputé                         | Non disputé                         | Non disputé                 | Non disputé                 | Non disputé     | Non disputé | 2 h 37 min 21 s | 60e      |

| Athlète          | Épreuve           | Qualification | Qualification | Finale      | Finale                             |
| Athlète          | Épreuve           | Performance   | Rang          | Performance | Rang                               |
| ---------------- | ----------------- | ------------- | ------------- | ----------- | ---------------------------------- |
| Imogen Ayris     | Saut à la perche  | 4,40 m        | 12e           | 4,60 m      | 12e                                |
| Eliza McCartney  | Saut à la perche  | 4,55 m        | 9e            | 4,70 m      | 6e                                 |
| Olivia McTaggart | Saut à la perche  | 4,40 m        | 12e           | 4,60 m      | 13e                                |
| Maddi Wesche     | Lancer du poids   | 19,25 m       | 2e            | 19,86 m     | Médaille d'argent, Jeux olympiques |
| Lauren Bruce     | Lancer du marteau | 68,93 m       | 20e           | Éliminée    | Éliminée                           |
| Tori Peeters     | Lancer du javelot | 59,78 m       | 19e           | Éliminée    | Éliminée                           |

### Aviron
| Athlète(s)                                             | Compétition         | Série         | Série | Repêchage | Repêchage | Quart de finale | Quart de finale | Demi-finale   | Demi-finale | Finale        | Finale                             |
| Athlète(s)                                             | Compétition         | Temps         | Rang  | Temps     | Rang      | Temps           | Rang            | Temps         | Rang        | Temps         | Rang                               |
| ------------------------------------------------------ | ------------------- | ------------- | ----- | --------- | --------- | --------------- | --------------- | ------------- | ----------- | ------------- | ---------------------------------- |
| Tom Mackintosh                                         | Skiff               | 6 min 55 s 92 | 1er   | Exempté   | Exempté   | 6 min 48 s 01   | 1er             | 6 min 44 s 49 | 2e          | 6 min 49 s 62 | 5e                                 |
| Robbert Manson Jordan Parry                            | Deux de couple      | 6 min 16 s 41 | 2e    | Exemptés  | Exemptés  | Non disputé     | Non disputé     | 6 min 14 s 30 | 3e          | 6 min 21 s 44 | 6e                                 |
| Daniel Williamson Phillip Wilson                       | Deux sans barreur   | 6 min 32 s 44 | 2e    | Exemptés  | Exemptés  | Non disputé     | Non disputé     | 6 min 32 s 77 | 4e          | 6 min 24 s 55 | 7e                                 |
| Oliver Maclean Matt Macdonald Tom Murray Logan Ullrich | Quatre sans barreur | 6 min 3 s 08  | 1er   | Exemptés  | Exemptés  | Non disputé     | Non disputé     | Non disputé   | Non disputé | 5 min 49 s 88 | Médaille d'argent, Jeux olympiques |

| Athlète(s)                                              | Compétition                | Série         | Série | Repêchage     | Repêchage | Quart de finale | Quart de finale | Demi-finale   | Demi-finale | Finale        | Finale                              |
| Athlète(s)                                              | Compétition                | Temps         | Rang  | Temps         | Rang      | Temps           | Rang            | Temps         | Rang        | Temps         | Rang                                |
| ------------------------------------------------------- | -------------------------- | ------------- | ----- | ------------- | --------- | --------------- | --------------- | ------------- | ----------- | ------------- | ----------------------------------- |
| Emma Twigg                                              | Skiff                      | 7 min 34 s 97 | 1er   | Exemptée      | Exemptée  | 7 min 26 s 89   | 1er             | 7 min 17 s 19 | 1er         | 7 min 17 s 14 | Médaille d'argent, Jeux olympiques  |
| Brooke Francis Lucy Spoors                              | Deux de couple             | 6 min 51 s 68 | 1er   | Exemptées     | Exemptées | Non disputé     | Non disputé     | 6 min 49 s 49 | 1er         | 6 min 50 s 45 | Médaille d'or, Jeux olympiques      |
| Jackie Kiddle Shannon Cox                               | Deux de couple poids léger | 7 min 2 s 25  | 1er   | Exemptées     | Exemptées | Non disputé     | Non disputé     | 7 min 2 s 86  | 2e          | 6 min 51 s 65 | 4e                                  |
| Kate Haines Alana Sherman                               | Deux sans barreur          | 7 min 43 s 56 | 5e    | 7 min 46 s 18 | 4e        | Non disputé     | Non disputé     | Éliminées     | Éliminées   | Éliminées     | Éliminées                           |
| Jackie Gowler Phoebe Spoors Davina Waddy Kerri Williams | Quatre sans barreur        | 6 min 45 s 44 | 2e    | Exemptées     | Exemptées | Non disputé     | Non disputé     | Non disputé   | Non disputé | 6 min 29 s 08 | Médaille de bronze, Jeux olympiques |

### Canoë-kayak

#### Course en ligne
| Athlète(s)                                         | Compétition | Séries        | Séries | Quarts de finale | Quarts de finale | Demi-finale   | Demi-finale | Finale A, B, C | Finale A, B, C |
| Athlète(s)                                         | Compétition | Temps         | Rang   | Temps            | Rang             | Temps         | Rang        | Temps          | Rang           |
| -------------------------------------------------- | ----------- | ------------- | ------ | ---------------- | ---------------- | ------------- | ----------- | -------------- | -------------- |
| Max Brown Grant Clancy                             | C2 500 m    | 2 min 22 s 09 | 7e     | 2 min 24 s 09    | 5e               | Non disputé   | Non disputé | 2 min 31 s 04  | 13e            |
| Kurtis Imrie Hamish Legarth                        | K2 500 m    | 1 min 41 s 18 | 5e     | 1 min 30 s 29    | 4e               | 1 min 30 s 26 | 7e          | 1 min 32 s 09  | 6e             |
| Max Brown Grant Clancy Kurtis Imrie Hamish Legarth | K4 500 m    | 1 min 23 s 26 | 4e     | 1 min 20 s 56    | 2e               | 1 min 21 s 73 | 4e          | 1 min 22 s 19  | 8e             |

| Athlète(s)                                              | Compétition | Séries        | Séries | Quarts de finale | Quarts de finale | Demi-finale   | Demi-finale | Finale A, B, C | Finale A, B, C                 |
| Athlète(s)                                              | Compétition | Temps         | Rang   | Temps            | Rang             | Temps         | Rang        | Temps          | Rang                           |
| ------------------------------------------------------- | ----------- | ------------- | ------ | ---------------- | ---------------- | ------------- | ----------- | -------------- | ------------------------------ |
| Lisa Carrington                                         | K1 500 m    | 1 min 48 s 51 | 1er    | Exemptée(s)      | Exemptée(s)      | 1 min 48 s 10 | 1er         | 1 min 47 s 36  | Médaille d'or, Jeux olympiques |
| Aimee Fisher                                            | K1 500 m    | 1 min 49 s 16 | 1er    | Exemptée(s)      | Exemptée(s)      | 1 min 49 s 54 | 1er         | 1 min 49 s 91  | 4e                             |
| Lisa Carrington Alicia Hoskin                           | K2 500 m    | 1 min 41 s 05 | 1er    | Exemptée(s)      | Exemptée(s)      | 1 min 38 s 52 | 1er         | 1 min 37 s 28  | Médaille d'or, Jeux olympiques |
| Aimee Fisher Lucy Matehaere                             | K2 500 m    | 1 min 46 s 52 | 4e     | 1 min 44 s 45    | 5e               | Éliminées     | Éliminées   | Éliminées      | Éliminées                      |
| Olivia Brett Lisa Carrington Alicia Hoskin Tara Vaughan | K4 500 m    | 1 min 32 s 40 | 1er    | Non disputé      | Non disputé      | Exemptées     | Exemptées   | 1 min 32 s 20  | Médaille d'or, Jeux olympiques |

#### Slalom
| Athlète      | Compétition | Éliminatoires | Éliminatoires | Éliminatoires | Éliminatoires | Éliminatoires  | Éliminatoires | Demi-finale | Demi-finale | Finale   | Finale  |
| Athlète      | Compétition | Manche 1      | Manche 1      | Manche 2      | Manche 2      | Meilleur temps | Rang          | Demi-finale | Demi-finale | Finale   | Finale  |
| Athlète      | Compétition | Temps         | Rang          | Temps         | Rang          | Meilleur temps | Rang          | Temps       | Rang        | Temps    | Rang    |
| ------------ | ----------- | ------------- | ------------- | ------------- | ------------- | -------------- | ------------- | ----------- | ----------- | -------- | ------- |
| Finn Butcher | K1 hommes   | 86 s 35       | 4e            | 142 s 08      | 24e           | 86 s 35        | 7e            | 146 s 40    | 19e         | Éliminé  | Éliminé |
| Luuka Jones  | K1 femmes   | 102 s 90      | 19e           | 97 s 13       | 13e           | 97 s 13        | 15e           | 104 s 91    | 9e          | 104 s 33 | 8e      |

| Athlète      | Compétition | Contre-la-montre | Contre-la-montre | Séries | Quarts de finale | Demi- finale | Finale | Rang                           |
| Athlète      | Compétition | Temps            | Rang             | Rang   | Rang             | Rang         | Rang   | Rang                           |
| ------------ | ----------- | ---------------- | ---------------- | ------ | ---------------- | ------------ | ------ | ------------------------------ |
| Finn Butcher | KX1 hommes  | 67 s 74          | 6e               | 1er    | 1er              | 2e           | 1er    | Médaille d'or, Jeux olympiques |
| Luuka Jones  | KX1 femmes  | 72 s 10          | 4e               | 1er    | 2e               | 4e           | 5e     | 5e                             |

### Cyclisme

#### BMX
| Athlète      | Compétition | Quarts de finale | Quarts de finale | Quarts de finale | Quarts de finale | Quarts de finale | Repêchage | Repêchage | Demi-finale | Demi-finale | Demi-finale | Demi-finale | Demi-finale | Finale   | Finale   |
| Athlète      | Compétition | Manche 1         | Manche 2         | Manche 3         | Résultat         | Rang             | Temps     | Rang      | Manche 1    | Manche 2    | Manche 3    | Résultat    | Rang        | Temps    | Rang     |
| ------------ | ----------- | ---------------- | ---------------- | ---------------- | ---------------- | ---------------- | --------- | --------- | ----------- | ----------- | ----------- | ----------- | ----------- | -------- | -------- |
| Rico Bearman | Hommes      | 7e               | 6e               | 3e               | 16               | 14e              | 32 s 736  | 1er       | 8e          | 5e          | 5e          | 18          | 11e         | Éliminé  | Éliminé  |
| Leila Walker | Femmes      | 3e               | 6e               | 8e               | 17               | 17e              | 38 s 362  | 6e        | Éliminée    | Éliminée    | Éliminée    | Éliminée    | Éliminée    | Éliminée | Éliminée |

#### Piste
| Athlète(s)                                  | Compétition                 | Qualification        | Qualification | 32e de finale                   | Repêchage 1                       | 16e de finale                   | Repêchage 2                     | 8e de finale                    | Repêchage 3                          | Quarts de finale                              | Demi-finale                                      | Finale Match de classement                        | Finale Match de classement         |
| Athlète(s)                                  | Compétition                 | Temps Vitesse (km/h) | Rang          | Adversaire Temps Vitesse (km/h) | Adversaire Temps Vitesse (km/h)   | Adversaire Temps Vitesse (km/h) | Adversaire Temps Vitesse (km/h) | Adversaire Temps Vitesse (km/h) | Adversaire Temps Vitesse (km/h)      | Adversaire Temps Vitesse (km/h)               | Adversaire Temps Vitesse (km/h)                  | Adversaire Temps Vitesse (km/h)                   | Rang                               |
| ------------------------------------------- | --------------------------- | -------------------- | ------------- | ------------------------------- | --------------------------------- | ------------------------------- | ------------------------------- | ------------------------------- | ------------------------------------ | --------------------------------------------- | ------------------------------------------------ | ------------------------------------------------- | ---------------------------------- |
| Sam Dakin                                   | Vitesse individuelle hommes | 9 s 470 (76,030)     | 14e           | Rudyk D 9 s 926 (72,683)        | Lendel Sahrom D 10 s 618 (73,290) | Éliminé                         | Éliminé                         | Éliminé                         | Éliminé                              | Éliminé                                       | Éliminé                                          | Éliminé                                           | 17e                                |
| Ellesse Andrews                             | Vitesse individuelle femmes | 10 s 108 (71,231)    | 3e            | Bao V 10 s 986 (65,538)         | Exemptée                          | Kaoumé V 11 s 271 (63,881)      | Exemptée                        | Mitchell V 10 s 917 (65,952)    | Exemptée                             | Hinze V 10 s 746 (67,002) V 10 s 795 (66,698) | Finucane V 10 s 565 (68,150) V 10 s 710 (67,227) | Friedrich V 10 s 685 (67,384) V 10 s 516 (68,467) | Médaille d'or, Jeux olympiques     |
| Shaane Fulton                               | Vitesse individuelle femmes | 10 s 281 (70,032)    | 9e            | Vece V 10 s 933 (65,856)        | Exemptée                          | van de Wouw D 10 s 770 (66,860) | Genest V 10 s 875 (66,207)      | Capewell D 10 s 815 (66,603)    | Bayona Pineda Gros 11 s 147 (66,231) | Éliminée                                      | Éliminée                                         | Éliminée                                          | 11e                                |
| Ellesse Andrews Shaane Fulton Rebecca Petch | Vitesse par équipes femmes  | 45 s 593 (59,220)    | 2e            | Pologne V 45 s 348 (59,540)     | Non disputé                       | Non disputé                     | Non disputé                     | Non disputé                     | Non disputé                          | Non disputé                                   | Non disputé                                      | Grande-Bretagne D 45 s 659 (59,134)               | Médaille d'argent, Jeux olympiques |

| Athlètes                                                  | Compétition | Qualification           | Qualification | Premier tour                       | Premier tour | Finale / Classement                 | Finale / Classement                |
| Athlètes                                                  | Compétition | Temps Vitesse (km/h)    | Rang          | Adversaire Résultat Vitesse (km/h) | Rang         | Adversaire Résultat Vitesse (km/h)  | Rang                               |
| --------------------------------------------------------- | ----------- | ----------------------- | ------------- | ---------------------------------- | ------------ | ----------------------------------- | ---------------------------------- |
| Aaron Gate Keegan Hornblow Tom Sexton Campbell Stewart    | Hommes      | 3 min 45 s 616 (63,825) | 6e            | Belgique V 3 min 43 s 776 (64,350) | 1er          | France V 3 min 44 s 741 (64,074)    | 5e                                 |
| Ally Wollaston Bryony Botha Emily Shearman Nicole Shields | Femmes      | 4 min 4 s 679 (58,853)  | 1er           | Italie V 4 min 4 s 818 (58,819)    | 1er          | États-Unis D 4 min 4 s 927 (58,793) | Médaille d'argent, Jeux olympiques |

| Athlète         | Compétition | 1er tour | Repêchages | Quarts de finale | Demi-finale | Finale (1-6) ou classement (7-12) |
| Athlète         | Compétition | Rang     | Rang       | Rang             | Rang        | Rang                              |
| --------------- | ----------- | -------- | ---------- | ---------------- | ----------- | --------------------------------- |
| Sam Dakin       | Hommes      | 5e       | 2e         | 2e               | 5e          | 8e                                |
| Ellesse Andrews | Femmes      | 1er      | Exemptée   | 2e               | 1er         | Médaille d'or, Jeux olympiques    |
| Rebecca Petch   | Femmes      | 5e       | 2e         | 3e               | 5e          | 12e                               |

| Athlète        | Compétition | Scratch | Scratch | Course tempo | Course tempo | Élimination | Élimination | Course aux points | Course aux points | Total | Rang                                |
| Athlète        | Compétition | Points  | Rang    | Points       | Rang         | Points      | Rang        | Points            | Rang              | Total | Rang                                |
| -------------- | ----------- | ------- | ------- | ------------ | ------------ | ----------- | ----------- | ----------------- | ----------------- | ----- | ----------------------------------- |
| Aaron Gate     | Hommes      | 24      | 9e      | 26           | 8e           | 20          | 11e         | 53                | 4e                | 123   | 5e                                  |
| Ally Wollaston | Femmes      | 32      | 5e      | 24           | 9e           | 18          | 12e         | 51                | 2e                | 125   | Médaille de bronze, Jeux olympiques |

| Athlète                     | Épreuve | Points | Tours | Rang |
| --------------------------- | ------- | ------ | ----- | ---- |
| Aaron Gate Campbell Stewart | Hommes  | 33     | 0     | 4e   |
| Bryony Botha Emily Shearman | Femmes  | 7      | 0     | 8e   |

#### Route
| Athlète         | Compétition      | Temps           | Rang |
| --------------- | ---------------- | --------------- | ---- |
| Corbin Strong   | Course en ligne  | 6 h 26 min 57 s | 39e  |
| Laurence Pithie | Course en ligne  | 6 h 22 min 31 s | 27e  |
| Laurence Pithie | Contre-la-montre | 38 min 49 s 76  | 24e  |

| Athlète            | Compétition      | Temps          | Rang |
| ------------------ | ---------------- | -------------- | ---- |
| Niamh Fisher-Black | Course en ligne  | 4 h 4 min 23 s | 31e  |
| Kim Cadzow         | Course en ligne  | 4 h 8 min 14 s | 56e  |
| Kim Cadzow         | Contre-la-montre | 41 min 46 s 02 | 7e   |

#### VTT
| Athlète        | Compétition | Temps           | Rang |
| -------------- | ----------- | --------------- | ---- |
| Sam Gaze       | Hommes      | 1 h 28 min 3 s  | 6e   |
| Sammie Maxwell | Femmes      | 1 h 30 min 43 s | 8e   |

### Équitation
| Athlète          | Cheval              | Compétition | Grand Prix | Grand Prix | Grand Prix Spécial | Grand Prix Spécial | Grand Prix Spécial | Grand Prix Libre | Grand Prix Libre | Grand Prix Libre | Total    | Total    |
| Athlète          | Cheval              | Compétition | Points     | Rang       | Points             | Total              | Rang               | Points           | Total            | Rang             | Points   | Rang     |
| ---------------- | ------------------- | ----------- | ---------- | ---------- | ------------------ | ------------------ | ------------------ | ---------------- | ---------------- | ---------------- | -------- | -------- |
| Melissa Galloway | Windermere J'Obei W | Individuel  | 68,913     | 40e        | Non disputé        | Non disputé        | Non disputé        | Éliminée         | Éliminée         | Éliminée         | Éliminée | Éliminée |

| Athlète(s)                               | Cheval                   | Compétition | Dressage  | Dressage | Cross-country | Cross-country | Cross-country | Saut d'obstacles | Saut d'obstacles | Saut d'obstacles | Saut d'obstacles | Saut d'obstacles | Saut d'obstacles |
| Athlète(s)                               | Cheval                   | Compétition | Dressage  | Dressage | Cross-country | Cross-country | Cross-country | Qualification    | Qualification    | Qualification    | Finale           | Finale           | Finale           |
| Athlète(s)                               | Cheval                   | Compétition | Pénalités | Rang     | Pénalités     | Total         | Rang          | Pénalités        | Total            | Rang             | Pénalités        | Total            | Rang             |
| ---------------------------------------- | ------------------------ | ----------- | --------- | -------- | ------------- | ------------- | ------------- | ---------------- | ---------------- | ---------------- | ---------------- | ---------------- | ---------------- |
| Clarke Johnstone                         | Menlo Park               | Individuel  | 25,70     | 9e       | 4,80          | 30,50         | 12e           | 4,40             | 34,90            | 16e              | 4,80             | 39,70            | 18e              |
| Tim Price                                | Falco                    | Individuel  | 26,50     | 12e      | 2,00          | 28,50         | 9e            | 0,00             | 28,50            | 8e               | 0,00             | 28,50            | 6e               |
| Jonelle Price                            | Hiarado                  | Individuel  | 30,80     | 27e      | 28,40         | 59,20         | 41e           | 12,00            | 71,20            | 40e              | Éliminée         | Éliminée         | Éliminée         |
| Clarke Johnstone Tim Price Jonelle Price | Menlo Park Falco Hiarado | Équipe      | 83,00     | 4e       | 35,20         | 118,20        | 6e            | 16,40            | 134,60           | 8e               | Non disputé      | Non disputé      | Non disputé      |

### Escalade
| Athlète        | Compétition | Qualification au temps | Qualification au temps | Qualification en duel     | Quart de finale          | Demi-finale         | Finale              | Rang | Rang |
| Athlète        | Compétition | Temps                  | Rang                   | Adversaire Résultat       | Adversaire Résultat      | Adversaire Résultat | Adversaire Résultat | Rang | Rang |
| -------------- | ----------- | ---------------------- | ---------------------- | ------------------------- | ------------------------ | ------------------- | ------------------- | ---- | ---- |
| Julian David   | Hommes      | 5 s 24                 | 9e                     | Alipour V 5 s 20 - 5 s 26 | Watson D 5 s 65 - 5 s 03 | Éliminé             | Éliminé             | 8e   |      |
| Sarah Tetzlaff | Femmes      | 8 s 39                 | 12e                    | Kałucka D 8 s 41 - 6 s 65 | Éliminée                 | Éliminée            | Éliminée            | 12e  |      |

### Football
| Épreuve          | Premier tour        | Premier tour        | Premier tour        | Premier tour | Quart de finale     | Demi-finale         | Finale / MB         | Rang |
| Épreuve          | Adversaire Résultat | Adversaire Résultat | Adversaire Résultat | Rang         | Adversaire Résultat | Adversaire Résultat | Adversaire Résultat | Rang |
| ---------------- | ------------------- | ------------------- | ------------------- | ------------ | ------------------- | ------------------- | ------------------- | ---- |
| Tournoi masculin | Guinée V 2 - 1      | États-Unis D 1 - 4  | France D 0 - 3      | 3e           | Éliminés            | Éliminés            | Éliminés            | 11e  |

Équipe masculine de football :
- 1	- Alex Paulsen : Gardien
- 2 - Michael Boxall : Défenseur
- 3	- Sam Sutton : Défenseur
- 4	- Tyler Bindon : Défenseur
- 5 - Finn Surman : Défenseur
- 6	- Joe Bell : Milieu de terrain
- 7	- Matthew Garbett  : Milieu de terrain
- 8	- Ben Old : Milieu de terrain
- 9 - Ben Waine : Attaquant
- 10 - Sarpreet Singh : Milieu de terrain
- 11 - Jesse Randall : Attaquant
- 12 - Kees Sims : Gardien
- 13 - Lukas Kelly-Heald : Défenseur
- 14 - Jay Herdman : Attaquant
- 15 - Matthew Sheridan : Défenseur
- 16 - Fin Conchie : Milieu de terrain
- 17 - Lachlan Bayliss : Milieu de terrain
- 18 - Oskar van Hattum : Attaquant
- 19 - Liam Gillion : Attaquant
- 20 - Isaac Hughes : Défenseur

| Épreuve         | Premier tour        | Premier tour        | Premier tour        | Premier tour | Quart de finale     | Demi-finale         | Finale / MB         | Rang |
| Épreuve         | Adversaire Résultat | Adversaire Résultat | Adversaire Résultat | Rang         | Adversaire Résultat | Adversaire Résultat | Adversaire Résultat | Rang |
| --------------- | ------------------- | ------------------- | ------------------- | ------------ | ------------------- | ------------------- | ------------------- | ---- |
| Tournoi féminin | Canada D 1 - 2      | Colombie D 0 - 2    | France D 1 - 2      | 4e           | Éliminées           | Éliminées           | Éliminées           | 10e  |

Équipe féminine de football :
- 1	- Anna Leat : Gardienne
- 2	- Kate Taylor : Défenseur
- 3	- Mackenzie Barry : Défenseur
- 4	- Catherine Joan Bott : Défenseur
- 5	- Meikayla Moore : Défenseur
- 6	- Malia Steinmetz : Milieu de terrain
- 7	- Michaela Foster : Défenseur
- 8 - Macey Fraser : Milieu de terrain
- 9	- Gabrielle Rennie : Attaquante
- 10 - Indiah-Paige Riley : Attaquante
- 11 - Katie Kitching : Milieu de terrain
- 12 - Victoria Esson : Gardienne
- 13 - Rebekah Stott : Défenseur
- 14 - Katie Bowen : Milieu de terrain
- 15 - Ally Green : Défenseur
- 16 - Jacqui Hand : Attaquante
- 17 - Milly Clegg : Attaquante
- 18 - Grace Jale : Milieu de terrain
- 20 - Annalie Longo : Milieu de terrain

### Golf
| Athlète        | Épreuve | 1er tour | 2e tour | 3e tour | 4e tour | Total | Total | Total                          |
| Athlète        | Épreuve | Points   | Points  | Points  | Points  | Total | Par   | Rang                           |
| -------------- | ------- | -------- | ------- | ------- | ------- | ----- | ----- | ------------------------------ |
| Ryan Fox       | Hommes  | 67       | 73      | 68      | 74      | 282   | -2    | T35                            |
| Daniel Hillier | Hommes  | 75       | 73      | 70      | 73      | 291   | +7    | 55e                            |
| Lydia Ko       | Femmes  | 72       | 67      | 68      | 71      | 278   | -10   | Médaille d'or, Jeux olympiques |

### Gymnastique

#### Gymnastique artistique
| Athlète            | Compétition      | Qualifications | Qualifications      | Qualifications | Qualifications | Qualifications | Qualifications | Finale   | Finale              | Finale   | Finale   | Finale   | Finale   |
| Athlète            | Compétition      | Agrès          | Agrès               | Agrès          | Agrès          | Total          | Rang           | Agrès    | Agrès               | Agrès    | Agrès    | Total    | Rang     |
| Athlète            | Compétition      | Saut           | Barres asymétriques | Poutre         | Sol            | Total          | Rang           | Saut     | Barres asymétriques | Poutre   | Sol      | Total    | Rang     |
| ------------------ | ---------------- | -------------- | ------------------- | -------------- | -------------- | -------------- | -------------- | -------- | ------------------- | -------- | -------- | -------- | -------- |
| Georgia-Rose Brown | Concours général | 13,233         | 13,666              | 12,333         | 12,2333        | 51,465         | 34e            | Éliminée | Éliminée            | Éliminée | Éliminée | Éliminée | Éliminée |

#### Trampoline
| Athlète           | Compétition       | Qualifications  | Qualifications | Qualifications | Qualifications | Finale        | Finale |
| Athlète           | Compétition       | Routine imposée | Routine libre  | Meilleure note | Rang           | Routine libre | Rang   |
| ----------------- | ----------------- | --------------- | -------------- | -------------- | -------------- | ------------- | ------ |
| Dylan Schmidt     | Concours masculin | 59,510          | 60,810         | 60,810         | 4e             | 19,500        | 8e     |
| Madaline Davidson | Concours féminin  | 54,740          | 53,910         | 54,740         | 7e             | 54,230        | 7e     |

### Haltérophilie
| Athlète    | Catégorie      | Arraché  | Arraché | Épaulé-jeté | Épaulé-jeté | Total  | Rang |
| Athlète    | Catégorie      | Résultat | Rang    | Résultat    | Rang        | Total  | Rang |
| ---------- | -------------- | -------- | ------- | ----------- | ----------- | ------ | ---- |
| David Liti | Plus de 102 kg | 184 kg   | 7e      | 231 kg      | 8e          | 418 kg | 8e   |

### Hockey sur gazon
| Épreuve          | Phase éliminatoire  | Phase éliminatoire  | Phase éliminatoire  | Phase éliminatoire  | Phase éliminatoire  | Phase éliminatoire | Quart de finale     | Demi-finale         | Finale / MB         | Rang |
| Épreuve          | Adversaire Résultat | Adversaire Résultat | Adversaire Résultat | Adversaire Résultat | Adversaire Résultat | Rang               | Adversaire Résultat | Adversaire Résultat | Adversaire Résultat | Rang |
| ---------------- | ------------------- | ------------------- | ------------------- | ------------------- | ------------------- | ------------------ | ------------------- | ------------------- | ------------------- | ---- |
| Tournoi masculin | Inde D 2 - 3        | Belgique D 1 - 2    | Argentine D 0 - 2   | Australie D 0 - 5   | Irlande D 1 - 2     | 6e                 | Éliminés            | Éliminés            | Éliminés            | 12e  |

Équipe masculine de hockey sur gazon :
- 1	- Dominic Dixon : Gardien
- 2	- Scott Boyde : Attaquant
- 4	- Dane Lett : Défenseur
- 6	- Simon Child : Attaquant
- 8 - Charlie Morrison : Défenseur
- 11 - Jacob Smith : Attaquant
- 12 - Samuel Lane : Attaquant
- 13 - Simon Yorston : Défenseur
- 17 - Nicholas Woods  : Milieu de terrain
- 18 - Brad Read
- 19 - Joseph Morrison : Milieu de terrain
- 21 - Kane Russell : Défenseur
- 22 - Blair Tarrant : Défenseur
- 24 - Sean Findlay : Milieu de terrain
- 29 - Hugo Inglis : Attaquant
- 31 - Hayden Phillips : Milieu de terrain
- 34 - Malachi Buschl : Défenseur
- 37 - Isaac Houlbrooke : Milieu de terrain

### Judo
| Athlète           | Catégorie      | 16e de finale       | 8e de finale        | Quart de finale     | Demi-finale         | Repêchage           | Finale / CB         | Rang |
| Athlète           | Catégorie      | Adversaire Résultat | Adversaire Résultat | Adversaire Résultat | Adversaire Résultat | Adversaire Résultat | Adversaire Résultat | Rang |
| ----------------- | -------------- | ------------------- | ------------------- | ------------------- | ------------------- | ------------------- | ------------------- | ---- |
| Moira de Villiers | Moins de 78 kg | Branser D 00-10     | Éliminée            | Éliminée            | Éliminée            | Éliminée            | Éliminée            | 17e  |
| Sydnee Andrews    | Plus de 78 kg  | Cerić D 00-10       | Éliminée            | Éliminée            | Éliminée            | Éliminée            | Éliminée            | 17e  |

### Lutte
| Athlète    | Catégorie      | 8e de finale        | Quart de finale     | Demi-finale         | Repêchage           | Finale / CB         | Rang |
| Athlète    | Catégorie      | Adversaire Résultat | Adversaire Résultat | Adversaire Résultat | Adversaire Résultat | Adversaire Résultat | Rang |
| ---------- | -------------- | ------------------- | ------------------- | ------------------- | ------------------- | ------------------- | ---- |
| Tayla Ford | Moins de 68 kg | Larroque D 0 - 3    | Éliminée            | Éliminée            | Éliminée            | Éliminée            | 15e  |

### Natation
| Athlète             | Épreuve          | Séries        | Séries | Demi-finale  | Demi-finale | Finale        | Finale  |
| Athlète             | Épreuve          | Temps         | Rang   | Temps        | Rang        | Temps         | Rang    |
| ------------------- | ---------------- | ------------- | ------ | ------------ | ----------- | ------------- | ------- |
| Taiko Torepe-Ormsby | 50 m nage libre  | 22 s 01       | 19e    | Éliminé      | Éliminé     | Éliminé       | Éliminé |
| Cameron Gray        | 100 m nage libre | 49 s 24       | 31e    | Éliminé      | Éliminé     | Éliminé       | Éliminé |
| Kane Follows        | 100 m dos        | 55 s 01       | 33e    | Éliminé      | Éliminé     | Éliminé       | Éliminé |
| Kane Follows        | 200 m dos        | 1 min 58 s 63 | 21e    | Éliminé      | Éliminé     | Éliminé       | Éliminé |
| Lewis Clareburt     | 200 m papillon   | 1 min 57 s 12 | 21e    | Éliminé      | Éliminé     | Éliminé       | Éliminé |
| Lewis Clareburt     | 200 m 4 nages    | 1 min 58 s 84 | 11e    | 2 min 0 s 06 | 14e         | Éliminé       | Éliminé |
| Lewis Clareburt     | 400 m 4 nages    | 4 min 11 s 52 | 6e     | Non disputé  | Non disputé | 4 min 10 s 44 | 6e      |

| Athlète(s)                                                       | Épreuve              | Séries         | Séries | Demi-finale   | Demi-finale | Finale        | Finale   |
| Athlète(s)                                                       | Épreuve              | Temps          | Rang   | Temps         | Rang        | Temps         | Rang     |
| ---------------------------------------------------------------- | -------------------- | -------------- | ------ | ------------- | ----------- | ------------- | -------- |
| Erika Fairweather                                                | 200 m nage libre     | 1 min 56 s 54  | 7e     | 1 min 56 s 31 | 7e          | 1 min 55 s 59 | 7e       |
| Erika Fairweather                                                | 400 m nage libre     | 4 min 2 s 55   | 3e     | Non disputé   | Non disputé | 4 min 1 s 12  | 4e       |
| Eve Thomas                                                       | 400 m nage libre     | 4 min 11 s 86  | 17e    | Non disputé   | Non disputé | Éliminée      | Éliminée |
| Eve Thomas                                                       | 800 m nage libre     | 8 min 33 s 25  | 12e    | Non disputé   | Non disputé | Éliminée      | Éliminée |
| Erika Fairweather                                                | 800 m nage libre     | 8 min 22 s 22  | 7e     | Non disputé   | Non disputé | 8 min 23 s 27 | 8e       |
| Eve Thomas                                                       | 1 500 m nage libre   | 16 min 13 s 74 | 12e    | Non disputé   | Non disputé | Éliminée      | Éliminée |
| Hazel Ouwehand                                                   | 100 m papillon       | 58 s 03        | 18e    | Éliminée      | Éliminée    | Éliminée      | Éliminée |
| Caitlin Deans Erika Fairweather Eve Thomas Laticia-Leigh Transom | 4 × 200 m nage libre | 7 min 54 s 37  | 8e     | Non disputé   | Non disputé | 7 min 55 s 89 | 8e       |

### Natation artistique
| Athlètes              | Compétition | Programmes | Programmes | Programmes  | Total    | Rang |
| Athlètes              | Compétition | Technique  | Libre      | Acrobatique | Total    | Rang |
| --------------------- | ----------- | ---------- | ---------- | ----------- | -------- | ---- |
| Nina Brown Eva Morris | Duo         | 188,0901   | 166,5105   | Non disputé | 354,6006 | 17e  |

### Plongeon
| Athlète           | Compétition    | Tour préliminaire | Tour préliminaire | Demi-finale | Demi-finale | Finale   | Finale   |
| Athlète           | Compétition    | Points            | Rang              | Points      | Rang        | Points   | Rang     |
| ----------------- | -------------- | ----------------- | ----------------- | ----------- | ----------- | -------- | -------- |
| Elizabeth Roussel | Tremplin à 3 m | 233,70            | 26e               | Éliminée    | Éliminée    | Éliminée | Éliminée |

### Rugby à sept
| Athlètes | Épreuve          | Phase de poules     | Phase de poules         | Phase de poules     | Phase de poules | Quart de finale / MC    | Demi-finale / MC    | Finale / 3e / MC    | Rang |
| Athlètes | Épreuve          | Adversaire Résultat | Adversaire Résultat     | Adversaire Résultat | Rang            | Adversaire Résultat     | Adversaire Résultat | Adversaire Résultat | Rang |
| -------- | ---------------- | ------------------- | ----------------------- | ------------------- | --------------- | ----------------------- | ------------------- | ------------------- | ---- |
| Équipe   | Tournoi masculin | Japon V 40 - 12     | Afrique du Sud V 17 - 5 | Irlande V 14 - 12   | 1er du gr. A    | Afrique du Sud D 7 - 14 | Argentine V 17 - 12 | Irlande V 17 - 7    | 5e   |

Équipe masculine de rugby :
- 1 - Scott Curry
- 2 - Brady Rush
- 3 - Tone Ng Shiu
- 4 - Akuila Rokolisoa
- 5 - Dylan Collier
- 6 - Ngarohi McGarvey-Black
- 7 - Fehi Fineanganofo
- 8 - Andrew Knewstubb
- 9 - Regan Ware
- 10 - Tepaea Cook-Savage
- 11 - Moses Leo
- 12 - Leroy Carter
- 13 - Joe Webber
- 14 - Sione Molia

| Athlètes | Épreuve         | Phase de poules     | Phase de poules     | Phase de poules     | Phase de poules | Quart de finale / MC | Demi-finale / MC     | Finale / 3e / MC    | Rang                           |
| Athlètes | Épreuve         | Adversaire Résultat | Adversaire Résultat | Adversaire Résultat | Rang            | Adversaire Résultat  | Adversaire Résultat  | Adversaire Résultat | Rang                           |
| -------- | --------------- | ------------------- | ------------------- | ------------------- | --------------- | -------------------- | -------------------- | ------------------- | ------------------------------ |
| Équipe   | Tournoi féminin | Chine V 43 - 5      | Canada V 33 - 7     | Fidji V 38 - 7      | 1er du gr. A    | Chine V 55 - 5       | États-Unis V 24 - 12 | Canada V 19 - 12    | Médaille d'or, Jeux olympiques |

Équipe féminine de rugby :
- 1 - Risaleeana Pouri-Lane
- 2 - Jorja Miller
- 3 - Stacey Waaka
- 4 - Manaia Nuku
- 5 - Sarah Hirini
- 6 - Michaela Blyde
- 7 - Tyla King
- 8 - Mahina Paul
- 9 - Jazmin Felix-Hotham
- 10 - Theresa Setefano
- 11 - Portia Woodman-Wickliffe
- 12 - Alena Saili

### Surf
| Athlète         | Compétition | 1er tour | 2e tour | 3e tour                | Quart de finale     | Demi-finale         | Finale              | Finale              |            |
| Athlète         | Compétition | Résultat | Rang    | Adversaire Résultat    | Adversaire Résultat | Adversaire Résultat | Adversaire Résultat | Adversaire Résultat | Classement |
| --------------- | ----------- | -------- | ------- | ---------------------- | ------------------- | ------------------- | ------------------- | ------------------- | ---------- |
| Billy Stairmand | Hommes      | 5,53     | 3e      | Toledo D 14,00 - 17,00 | Éliminé             | Éliminé             | Éliminé             | Éliminé             | 17e        |
| Saffi Vette     | Femmes      | 7,50     | 2e      | Hopkins D 1,27 - 4,67  | Éliminée            | Éliminée            | Éliminée            | Éliminée            | 17e        |

### Tennis
| Joueur (n° de tête de série) | Compétition | 32e de finale       | 16e de finale       | 8e de finale        | Quarts de finale    | Demi-finale         | Finale / MB         | Rang |
| Joueur (n° de tête de série) | Compétition | Adversaire Résultat | Adversaire Résultat | Adversaire Résultat | Adversaire Résultat | Adversaire Résultat | Adversaire Résultat | Rang |
| ---------------------------- | ----------- | ------------------- | ------------------- | ------------------- | ------------------- | ------------------- | ------------------- | ---- |
| Lulu Sun                     | Femmes      | Kostyuk D 4-6, 3-6  | Éliminée            | Éliminée            | Éliminée            | Éliminée            | Éliminée            | 33e  |

| Joueurs (n° de tête de série) | Compétition | 16e de finale               | 8e de finale         | Quarts de finale     | Demi-finale          | Finale / MB          | Rang |
| Joueurs (n° de tête de série) | Compétition | Adversaires Résultat        | Adversaires Résultat | Adversaires Résultat | Adversaires Résultat | Adversaires Résultat | Rang |
| ----------------------------- | ----------- | --------------------------- | -------------------- | -------------------- | -------------------- | -------------------- | ---- |
| Erin Routliffe Lulu Sun       | Femmes      | Errani / Paolini D 2-6, 3-6 | Éliminée             | Éliminée             | Éliminée             | Éliminée             | 17e  |

### Tir
| Athlète       | Compétition     | Qualification | Qualification | Finale  | Finale  |
| Athlète       | Compétition     | Points        | Rang          | Points  | Rang    |
| ------------- | --------------- | ------------- | ------------- | ------- | ------- |
| Owen Robinson | Fosse olympique | 121           | 11e           | Éliminé | Éliminé |

| Athlète      | Compétition | Qualification | Qualification | Finale   | Finale   |
| Athlète      | Compétition | Points        | Rang          | Points   | Rang     |
| ------------ | ----------- | ------------- | ------------- | -------- | -------- |
| Chloe Tipple | Skeet       | 108           | 28e           | Éliminée | Éliminée |

### Triathlon
| Athlète             | Compétition | Natation (1,5 km) | Transition 1 | Vélo (40 km)   | Transition 2 | Course (10 km) | Temps total     | Rang                               |
| ------------------- | ----------- | ----------------- | ------------ | -------------- | ------------ | -------------- | --------------- | ---------------------------------- |
| Dylan McCullough    | Hommes      | 20 min 36 s       | 51 s         | 51 min 58 s    | 26 s         | 31 min 44 s    | 1 h 45 min 19 s | 19e                                |
| Hayden Wilde        | Hommes      | 21 min 13 s       | 50 s         | 51 min 20 s    | 27 s         | 29 min 49 s    | 1 h 43 min 39 s | Médaille d'argent, Jeux olympiques |
| Ainsley Thorpe      | Femmes      | 23 min 59 s       | 55 s         | 1 h 1 min 22 s | 27 s         | 37 min 5 s     | 2 h 3 min 48 s  | 44e                                |
| Nicole van der Kaay | Femmes      | 24 min 13 s       | 57 s         | 1 h 0 min 29 s | 30 s         | 35 min 24 s    | 2 h 1 min 33 s  | 31e                                |

| Athlète             | Natation (300 m) | Transition 1 | Vélo (8 km) | Transition 2 | Course (2 km) | Temps (athlète) | Rang |
| ------------------- | ---------------- | ------------ | ----------- | ------------ | ------------- | --------------- | ---- |
| Dylan McCullough    | 4 min 31 s       | 1 min 4 s    | 9 min 38 s  | 25 s         | 5 min 10 s    | 20 min 48 s     | -    |
| Ainsley Thorpe      | 5 min 5 s        | 1 min 13 s   | 11 min 44 s | 26 s         | 6 min 21 s    | 24 min 49 s     | -    |
| Hayden Wilde        | 4 min 258 s      | 1 min 3 s    | 9 min 35 s  | 26 s         | 5 min 13 s    | 20 min 34 s     | -    |
| Nicole van der Kaay | 5 min 33 s       | 1 min 14 s   | 11 min 3 s  | 30 s         | 5 min 52 s    | 24 min 12 s     | -    |
| Total               | -                | -            | -           | -            | -             | 1 h 30 min 23 s | 14e  |

### Voile
Nota : le résultat barré est le plus mauvais de l’athlète concerné. Il n’est pas pris en compte dans le total.
| Athlète(s)                      | Compétition  | Qualifications | Qualifications | Qualifications | Qualifications | Qualifications | Qualifications | Qualifications | Qualifications | Qualifications | Qualifications | Qualifications | Qualifications | Qualifications | Qualifications | Qualifications | Qualifications                     | Quart de finale | Demi-finale | Finale      | Rang        |
| Athlète(s)                      | Compétition  | 1              | 2              | 3              | 4              | 5              | 6              | 7              | 8              | 9              | 10             | 11             | 12             | 13             | CM             | Total net      | Rang                               | Quart de finale | Demi-finale | Finale      | Rang        |
| ------------------------------- | ------------ | -------------- | -------------- | -------------- | -------------- | -------------- | -------------- | -------------- | -------------- | -------------- | -------------- | -------------- | -------------- | -------------- | -------------- | -------------- | ---------------------------------- | --------------- | ----------- | ----------- | ----------- |
| Thomas Saunders                 | Laser        | 11             | 147            | 10             | 7              | 19             | 3              | BFD            | 13             | Annulé         | Annulé         | -              | -              | -              | 10             | 90             | 7e                                 | Non disputé     | Non disputé | Non disputé | Non disputé |
| Isaac McHardie William McKenzie | 49er         | 1              | 3              | 8              | 8              | 1              | 1              | 11             | 18             | 17             | 1              | 10             | 14             | -              | 6              | 82             | Médaille d'argent, Jeux olympiques | Non disputé     | Non disputé | Non disputé | Non disputé |
| Josh Armit                      | IQFoil       | 4              | 18             | 1              | 14             | 8              | UFD            | 11             | 2              | 6              | 4              | 2              | 3              | 11             | -              | 66             | 3e                                 | Non disputé     | 3e          | Éliminé     | 4e          |
| Lukas Walton-Keim               | Formula Kite | 12             | 18             | 14             | 10             | 17             | 9              | 18             | Annulé         | Annulé         | Annulé         | Annulé         | Annulé         | Annulé         | -              | 60             | 15e                                | Éliminé         | Éliminé     | Éliminé     | Éliminé     |

| Athlète(s)          | Compétition  | Qualifications | Qualifications | Qualifications | Qualifications | Qualifications | Qualifications | Qualifications | Qualifications | Qualifications | Qualifications | Qualifications | Qualifications | Qualifications | Qualifications | Qualifications | Qualifications | Qualifications | Quart de finale | Demi-finale | Finale      | Rang        |
| Athlète(s)          | Compétition  | 1              | 2              | 3              | 4              | 5              | 6              | 7              | 8              | 9              | 10             | 11             | 12             | 13             | 14             | CM             | Total net      | Rang           | Quart de finale | Demi-finale | Finale      | Rang        |
| ------------------- | ------------ | -------------- | -------------- | -------------- | -------------- | -------------- | -------------- | -------------- | -------------- | -------------- | -------------- | -------------- | -------------- | -------------- | -------------- | -------------- | -------------- | -------------- | --------------- | ----------- | ----------- | ----------- |
| Greta Pilkington    | Laser Radial | 21             | 34             | 41             | 15             | 33             | 18             | 17             | 21             | 40             | Annulé         | -              | -              | -              | -              | EL             | 199            | 34e            | Non disputé     | Non disputé | Non disputé | Non disputé |
| Jo Aleh Molly Meech | 49er FX      | 15             | 17             | 20             | 9              | 17             | 8              | 3              | 2              | 1              | 14             | 8              | 7              | -              | -              | 8              | 109            | 7e             | Non disputé     | Non disputé | Non disputé | Non disputé |
| Veerle ten Have     | IQFoil       | DSQ            | 15             | 16             | 8              | 18             | 5              | 12             | 11             | 3              | 5              | 3              | 2              | 16             | 13             | -              | 109            | 9e             | 7e              | Éliminée    | Éliminée    | Éliminée    |
| Justina Kitchen     | Formula Kite | 9              | 11             | NPT            | 16             | 18             | DNS            | Annulé         | Annulé         | Annulé         | Annulé         | Annulé         | Annulé         | Annulé         | Annulé         | -              | 74             | 17e            | Éliminée        | Éliminée    | Éliminée    | Éliminée    |

| Athlètes                     | Compétition | Qualifications | Qualifications | Qualifications | Qualifications | Qualifications | Qualifications | Qualifications | Qualifications | Qualifications | Qualifications | Qualifications | Qualifications | Qualifications | Total net | Rang                                |
| Athlètes                     | Compétition | 1              | 2              | 3              | 4              | 5              | 6              | 7              | 8              | 9              | 10             | 11             | 12             | CM             | Total net | Rang                                |
| ---------------------------- | ----------- | -------------- | -------------- | -------------- | -------------- | -------------- | -------------- | -------------- | -------------- | -------------- | -------------- | -------------- | -------------- | -------------- | --------- | ----------------------------------- |
| Micah Wilkinson Erica Dawson | Nacra 17    | 5              | 3              | 7              | 2              | 2              | 3              | 2              | 4              | 9              | 17             | 3              | 7              | 16             | 63        | Médaille de bronze, Jeux olympiques |